# 越後純情刑事・早乙女真子
『越後純情刑事・早乙女真子』（えちごじゅんじょうけいじ さおとめまこ）は、2018年1月28日にテレビ朝日系「日曜ワイド」で放送された刑事ドラマ。主演は比嘉愛未。
作品は全編新潟・長岡ロケ。劇中のセリフは何故か、長岡弁では無く新潟弁が使われている。

## 登場人物

### 新潟県警長岡中央警察署
早乙女真子
演 - 比嘉愛未
刑事課の巡査部長。早乙女刑事局長の姪。中学生のときに両親を事故で失う。長岡は亡き母の故郷。特技は抜群の記憶力だが、食べ物と自分の興味あるものしか覚えない。惚れっぽい性格だが、惚れた相手に対しては本心とは逆の態度をとってしまう。
鬼平貫一
演 - 近江谷太朗
刑事課の警部補。真子からは「オニカン」と略して呼ばれている。
木下裕也
演 - 渋谷謙人
刑事課の巡査長。新人刑事。真子には名前を「山下」と覚えられていて、真子のスマートフォンには「新人くん」と登録されている。
大友修二
演 - 光山文章
刑事課の巡査長。

### 警察庁
早乙女実
演 - 宇梶剛士
警察庁刑事局長。真子の伯父。真子が両親を事故で失ってから親代わりとして育てる。

### ゲスト
第1作「新潟〜長岡10億強盗事件!! クマが爆発 兄妹のキセルの秘密」（2018年）
- 笹本明（越後総合銀行長岡支店 副支店長） - 遠山俊也
- 笹本洋平（明と由紀子の息子・ソリッド警備会社 元アルバイト） - 濱田和馬
- 笹本瞳（洋平の妹・不登校生） - 伊藤貴璃
- 岩瀬厚一郎（越後総合銀行長岡支店 支店長） - 國本鐘建
- ダーツバーのマスター - 川本成
- 中村克己（ソリッド警備会社 警備員・大磯の部下） - 崎本大海
- 大磯智春（ソリッド警備会社 警備員） - 水野智則
- 江川和樹（越後総合銀行長岡支店 行員） - 岡田優
- 遠山雅子（ソリッド警備会社 社員） - 八木さおり
- 本間清（近藤大臣の秘書） - 中野剛
- 柴山和宏（ダーツバーの常連客） - 渡部龍平
- 笹本花江（洋平と瞳の祖母・明の母） - 仲野元子
- 偽の刑事 - 中谷竜、伊与勢我無
- 農家の家人 - いとう裕子
- 篠原（魚屋・洋平の仲間） - 光平崇弘
- 笹本由紀子（3年前病気で死亡、明の妻、洋平と瞳の母） - 浪江路子
- 長岡作文コンクールの司会者 - 坂口さゆり
- 越後総合銀行長岡支店 警備員 - 橘遼
- 横山和也（新潟県警刑事部捜査一課 管理官） - 松田悟志
- 近藤朝子（国土交通大臣） - 朝加真由美

## スタッフ
- 脚本 - 吉本昌弘
- 演出 - 坂本栄隆
- ロケ協力 - 長岡市、弥彦村、新潟市、長岡観光コンベンション協会、長岡ロケナビ、新潟県フィルム・コミッション協議会、新潟観光コンベンション協会、長岡市シティホールプラザアオーレ長岡、越後製菓、新日本海フェリー、国営越後丘陵公園、長岡造形大学、朱鷺メッセ、山古志観光協会、長岡花火財団　ほか
- VFX - 岡野正広
- 警察監修 - 吉川祐二
- 技術協力 - フォーチュン、サウンドライズ
- 美術協力 - BEENS
- 照明協力 - Kカンパニー
- ポスプロ - アムレック
- ゼネラルプロデューサー - 三輪祐見子（テレビ朝日）
- プロデューサー - 有賀聡（ケイファクトリー）
- 制作 - テレビ朝日、ケイファクトリー